# Woman of the Hour
Woman of the Hour este un film-thriller criminal american din 2023, regizat de Anna Kendrick la debutul său regizoral, după un scenariu de Ian McDonald⁠(d). Filmul este bazat pe povestea reală a criminalului în serie Rodney Alcala și pe apariția sa în 1978 la emisiunea de televiziune The Dating Game⁠(d) în plin apogeu al seriei sale de crime. Kendrick interpretează rolul lui Sheryl, protagonista emisiunii-concurs (în rolul persoanei reale Cheryl Bradshaw), iar Daniel Zovatto⁠(d) joacă rolul lui Alcala, alături de Nicolette Robinson⁠(d) și Tony Hale⁠(d). La momentul difuzării emisiunii, Alcala ucisese deja cel puțin cinci femei, iar apariția sa în acel episod i-a adus mai târziu porecla „The Dating Game Killer”.
Woman of the Hour a avut premiera mondială la Festivalul Internațional de Film de la Toronto⁠(d) pe 8 septembrie 2023 și a fost lansat pe Netflix pe 18 octombrie 2024

## Lansare
Woman of the Hour a avut premiera la Festivalul Internațional de Film de la Toronto pe 8 septembrie 2023, fără ca Kendrick și echipa să fie prezenți, din cauza grevei SAG-AFTRA din 2023. La scurt timp după aceea, Netflix, care planificase inițial distribuția globală a filmului, a reobținut drepturile de distribuție pentru Statele Unite, precum și pentru câteva teritorii internaționale, pentru suma de 11 milioane de dolari. Filmul a fost lansat pe platforma de streaming pe 18 octombrie 2024.